# El color porpra (pel·lícula)
El color porpra (títol original en anglès, The Color Purple) és una pel·lícula de drama d'època musical estatunidenca de 2023 dirigida per Blitz Bazawule i escrita per Marcus Gardley. Està basada en el musical escènic homònim, que, al seu torn, es basa en la novel·la homònima de 1982 d'Alice Walker. És la segona adaptació cinematogràfica de la novel·la, després de la pel·lícula de 1985 dirigida per Steven Spielberg i produïda pel mateix Spielberg i Quincy Jones. Spielberg i Jones repeteixen com a productors de la pel·lícula de 2023, juntament amb els seus productors de Broadway Scott Sanders i Oprah Winfrey, actriu que també va protagonitzar la pel·lícula de 1985. S'ha subtitulat al català.
La pel·lícula és protagonitzada per Taraji P. Henson, Danielle Brooks, Colman Domingo, Corey Hawkins, H.E.R., Halle Bailey, Phylicia Pearl Mpasi i Fantasia Barrino en el seu debut cinematogràfic. Brooks i Barrino repeteixen els seus papers a partir de les produccions teatrals. El film explica la història de la Celie, una dona afroamericana que s'enfronta a les dificultats de viure amb un marit maltractador i de viure al sud dels Estats Units durant els primers anys del segle xx.
El film es va estrenar a Londres el 20 de novembre de 2023 i als Estats Units el 25 de desembre amb la distribució de Warner Bros. Pictures. Tot i rebre crítiques positives, va tenir un mal rendiment a la taquilla amb una recaptació de 68,8 milions de dòlars per un pressupost d'uns 90-100 milions. Danielle Brooks va ser elogiada per la seva interpretació, i va ser nominada per a l'Oscar, el BAFTA, el Globus d'Or i el premi del Sindicat d'Actors de Cinema a la millor actriu secundària. A la 55a edició dels premis NAACP Image, la pel·lícula va guanyar un rècord d'onze premis d'entre les setze categories a les quals estava nominada, incloent-hi la de millor pel·lícula i interpretació per a Barrino, Henson, Domingo i el repartiment coral.